# 司馬歆
司马歆（？—302年），字弘舒，扶风王司马骏的儿子，太康十年（289年）十一月封新野县公。赵王司马伦篡位时，被任命为南中郎将。不久齐王司马冏举义，司马歆得到檄文不知帮谁。嬖人王绥说司马伦亲而强，司马冏疏而弱，应该帮助司马伦。参军孙洵则说司马伦凶逆，天下当共诛之，不应考虑亲疏强弱。司马歆于是响应司马冏。司马伦败亡后，因功被进封为新野郡王，迁任使持节、都督荆州诸军事、镇南大将军、开府仪同三司，镇守襄阳。
太安元年（302年）因张昌谋反被其杀害，朝廷追赠他为骠骑将军，谥号庄王。